# Erhard Ernst Georg Wolf
Erhard Ernst Georg Wolf (ur. 17 kwietnia 1899, zm. 3 października 1947 w Landsberg am Lech) – zbrodniarz hitlerowski, SS-Scharführer, który w obozie koncentracyjnym we Flossenbürgu pełnił funkcję głównego wykonawcy wyroków śmierci na więźniach.
Członek Waffen-SS od 4 października 1943. Od 7 października 1943 do kwietnia 1945 pełnił służbę we Flossenbürgu, kolejno jako kierownik więźniarskiego komanda (Kommandoführer), blokowy (Blockführer), kierownik obozowego aresztu i członek komanda zajmującego się egzekucjami więźniów. Osobiście zamordował przez rozstrzelanie i powieszenie setki więźniów wielu narodowości, wśród których znajdowały się także kobiety (w tym ciężarne) i dzieci. Sam podczas powojennego procesu przed amerykańskim Trybunałem Wojskowym zeznał, że dokonał egzekucji prawie 200 osób, ale liczba ofiar Wolfa nie jest dokładnie znana.
W procesie załogi Flossenbürga skazany został na karę śmierci przez powieszenie. Wyrok wykonano w więzieniu Landsberg w początkach października 1947.